# Myrmecophilus brevipalpis
Myrmecophilus brevipalpis är en insektsart som beskrevs av Lucien Chopard 1948. Myrmecophilus brevipalpis ingår i släktet Myrmecophilus och familjen Myrmecophilidae. Inga underarter finns listade i Catalogue of Life.